# 삼성 갤럭시 노트 프로 12.2
삼성 갤럭시 노트 프로 12.2(Samsung GALAXY Note PRO 12.2)는 삼성전자에서 제조/판매하는 안드로이드 태블릿 컴퓨터다.
2014년 1월 7일 미국 라스베이거스에서 열린 CES 2014에서 발표되어, 2014년 2월 9일 와이파이 모델이 출시되었다.

## 연혁
- 2014년 1월 7일 : 미국 라스베이거스에서 열린 CES 2014에서 공개[4][5]
- 2014년 2월 9일 : P900 모델 출시[6]

## 외형
뒷면은 가죽의 질감을 흉내낸 플라스틱에 스티치 디자인을 적용하였다.

## 색상
- 제트 블랙
- 클래식 화이트

## S 펜
전작보다 개선된 S 펜은 펜으로 더 다양한 작업을 할 수 있게하며, 펜촉은 교환할 수 있다.

## 운영 체제/소프트웨어

### 안드로이드 4.4 킷캣
안드로이드 OS 4.4.2 킷캣을 탑재하여 출시했다.

### 안드로이드 5.0.2 롤리팝
안드로이드 OS 5.0.2 롤리팝을 2015년 7월 28일 1시이후로 와이파이모델 자급제모델 둘다 롤리팝 배포

### 한컴 오피스
워드프로세서로 기본적으로 탑재되어있으며, 에디터등의 일부 기능은 삼성 앱스나 앱 내에서 무료로 다운로드 받을 수 있다.

### 특수 기능
- 에어 커멘드 : S펜을 뽑거나 S펜 버튼을 누르면 에어 커멘드가 실행되어 다음 5가지 S펜 기능을 실행할 수 있다.

- 액션 메모 : 손글씨로 메모한 전화번호, 이메일, 주소 등을 인식하여 이를 캡처하여 바로 전화기능이나 지도검색 등으로 이용할 수 있다.

- 스크랩북 : 스크랩하고 싶은 부분을 S펜으로 마크하여 휴대전화에 저장할 수 있다.

- 스크린 라이트 : 캡처한 이미지 위에 S펜으로 메모를 하여 다른 사람과 공유를 하거나 저장할 수 있다.

- S 파인더 : S펜 파인더를 통해 인터넷, 앱, 사진, 손글씨, 심볼, 기능, 도움말을 통합검색할 수 있다.

- 펜 윈도우 : 본래의 위치에서 벗어나지 않고도 S펜으로 도형이나 선을 그리기만 하면 또 다른 앱을 동시에 실행할 수 있다.

- 펜 인풋 : S펜으로 쓴 필체를 캡처하여 메시지, S플래너, 알람 및 전화기능에서 키보드 없이도 사용할 수 있다.

- 이지 클립 : 원하는 부분만 S펜으로 캡처하여 저장할 수 있다.

- 이지 차트 : 이지 차트 기능을 통해 쉽게 차트를 그릴 수 있다.

- 핸드 라이팅 : S펜으로 쓴 글을 캡처하여 캡처 부분의 크기, 위치 등을 변형시킬 수 있다.

- 멀티 윈도우 : 화면을 두 개의 창으로 띄어 서로 다른 앱을 동시에 실행할 수 있고 한 창에서 캡처한 글씨, 사진, 동영상 등을 드래그하여 다른 창으로 붙여 넣을 수 있다.

- 마이 매거진 : 다양한 컨텐츠들을 주제별로 정리하여 한 눈에 모아 볼 수 있다.

## 같이 보기
- 삼성 갤럭시 노트 3
- 삼성 갤럭시 노트 10.1 2014 에디션
- 삼성 갤럭시 탭 프로
- 삼성 갤럭시 탭 S